# Palpoctenidia semilauta
Palpoctenidia semilauta är en fjärilsart som beskrevs av Louis Beethoven Prout 1938. Palpoctenidia semilauta ingår i släktet Palpoctenidia och familjen mätare. Inga underarter finns listade i Catalogue of Life.